# 梦幻之星在线
《梦幻之星在线》是由日本游戏商世嘉于2000年12月23日发售Dreamcast平台的可联网的单机游戏。区别于传统的单机游戏，它支持使用网络登录游戏大厅，并可建立或加入游戏副本。這是遊戲機平台的第一款線上RPG。

## 系列版本
- 梦幻之星在线
- 梦幻之星在线 Ver.2
- 梦幻之星在线 一章&二章
- 梦幻之星在线 一章&二章 进化
- 梦幻之星在线 三章 卡片革命
- 梦幻之星在线 蓝色脉冲
- 梦幻之星在线2